# Polemon christyi
Polemon christyi är en ormart som beskrevs av Boulenger 1903. Polemon christyi ingår i släktet Polemon och familjen Atractaspididae. Inga underarter finns listade i Catalogue of Life.
Denna orm förekommer i centrala och östra Afrika från Kongo-Kinshasa till Sydsudan och Kenya samt söderut till Malawi. Honor lägger ägg.